# Opius sanjoseensis
Opius sanjoseensis är en stekelart som beskrevs av Fischer 1962. Opius sanjoseensis ingår i släktet Opius och familjen bracksteklar. Inga underarter finns listade i Catalogue of Life.